# Robert Belushi
Robert James Belushi est un acteur américain né le 23 octobre 1980. Il est le fils de Jim Belushi.

## Filmographie

### Cinéma
- 2008 : The Temerity of Zim de Joshua Kopple : Zim
- 2008 : The Christians de Stephen Cone : Jim
- 2009 : RiffRaff de Justen Naughton : Otis Jay
- 2009 : Blondes pour la vie de Savage Steve Holland : le serveur
- 2009 : Dear Mr. Fidrych de Mike Cramer : Brian
- 2009 : Sœurs de sang de Brian De Palma
- 2010 : Valentine's Day de Garry Marshall : Ted
- 2011 : Cougars Inc. (en) : Shawn Fox
- 2012 : Thunderstruck de John Whitesell : Dan
- 2013 : Petit mensonge et grand mariage (One Small Hitch) de John Burgess : Sean Mahoney
- 2014 : The Baby (Devil's Due) de Matt Bettinelli-Olpin et Tyler Gillett : Mason
- 2023 : Fool's Paradise de Charlie Day : l'agent de Chad

### Télévision
- 1986 : The Birthday Boy : Bobby Jr.
- 2002-2009 : According to Jim : Kyle adulte, Phil et autres personnages (11 épisodes)
- 2011 : The Defenders : A.D.A. Nicholson (4 épisodes)
- 2011 : Cooper and Stone : A.J. Dunne
- 2012 : The Men's Room
- 2013 : Heebie Jeebies : Todd Crane
- 2013 : The Joe Schmo Show (en) : Allen (10 épisodes)
- 2013 : The Goodwin Games : Keith (2 épisodes)
- 2013 : Single Siblings : Darren (2 épisodes)
- 2013-2014 : How I Met Your Mother : Linus (11 épisodes)
- 2014 : Agents of S.H.I.E.L.D. : Jimmy Mackenzie (2 épisodes)
- 2014: Chicago PD : Landon Vanick
- 2015 : The Mentalist : Jimmy Lisbon (2 épisodes)
- 2016 : Les 12 jours sanglants de Noël : Gabe